# 독자만화대상
독자만화대상(讀者漫畫大賞)은 매년 진행되는 만화상이다.